# Mountain View (Carolina del Nord)
Mountain View è un census-designated place (CDP) degli Stati Uniti d'America, situato nello stato della Carolina del Nord, nella contea di Catawba.